# Kila Ambur
Kila Ambur es una ciudad censal situada en el distrito de Tenkasi en el estado de Tamil Nadu (India). Su población es de 6233 habitantes (2011). Se encuentra a 26 km de Tenkasi y a 37 km de Tirunelveli.

## Demografía
Según el censo de 2011 la población de Kila Ambur era de 6233 habitantes, de los cuales 3068 eran hombres y 3165 eran mujeres. Kila Ambur tiene una tasa media de alfabetización del 78,90%, inferior a la media estatal del 80,09%: la alfabetización masculina es del 87,36%, y la alfabetización femenina del 70,81%.